# Даяна Ханджиева
Даяна Ханджиева е българска актриса, популярна с участието в сериала на bTV „Скъпи наследници" и сериала „Братя“ по NOVA.

## Биография
Родена е на 6 август 1993 г. в София. Завършва 73-то СОУ с преподаване на чужди езици „Владислав Граматик“. Следва реклама в НБУ.
През 2011 г. озвучава в българския нахсинхронен дублаж на филма „Ледена принцеса“ на „Александра Аудио“. Началото на кариерата ѝ започва като дубльорка/каскадьорка на Селена Гомес във филма „Бягство“.
Изпълнява ролята на лекарката Катерина в сериала на bTV „Скъпи наследници“. Има епизодични роли в сериалите „Революция Z“ и „Фамилията“. Участвала е във филмите „Диагноза“ и „Още една неделя“. Участва също и в шести сезон на предаването „Фермата“. През 2022 г. участва в 5-ия сезон на сериала „Братя“.